# Wodogłowie normotensyjne

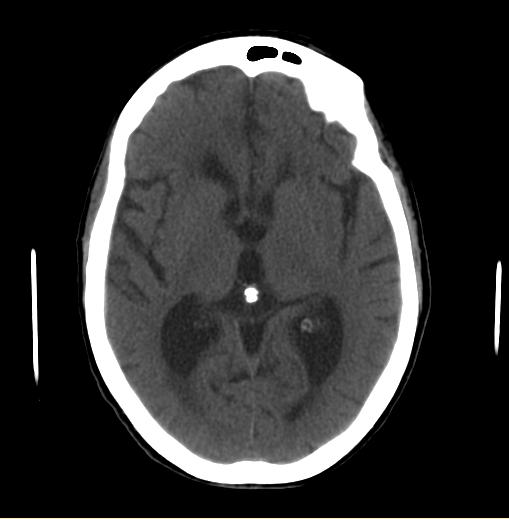
Obraz wodogłowia normotensyjnego w tomografii komputerowej.

Wodogłowie normotensyjne (normociśnieniowe) – postać wodogłowia komunikującego (łac. hydrocephalus communicans), przebiegającego z prawidłowym lub lekko zwiększonym ciśnieniem płynu mózgowo-rdzeniowego, opisana po raz pierwszy przez Salomóna Hakima w 1965 roku (stąd też alternatywna nazwa – zespół Hakima lub zespół Hakima-Adamsa, od nazwiska Raymonda Delacy′ego Adamsa). Rzadko współwystępuje z chorobą Parkinsona.

## Etiologia i epidemiologia
Przyczyny zespołu Hakima upatruje się w zaburzeniu wchłaniania płynu mózgowo-rdzeniowego, czasami jest on idiopatyczny. Wystąpienie choroby czasem jest poprzedzone urazem głowy lub operacją. Częstość występowania choroby wynosi od 2 do 20 na milion. Jest przyczyną ok. 5% przypadków otępienia.

## Objawy
Wodogłowie normotensyjne cechuje charakterystyczna triada objawów (tzw. triada Hakima):
- stopniowo narastające otępienie, zwykle o niewielkim nasileniu i odwracalne[5]
- zaburzenia chodu o charakterze ataksji, rzadziej niedowład spastyczny
- nietrzymanie moczu.

Nie wszystkie wyżej wymienione objawy muszą wystąpić.

## Rozpoznanie
- pomiar ciśnienia płynu mózgowo-rdzeniowego – zwykle wartości określane jako wysokie prawidłowe (155 mmH2O). Poprawa kliniczna po upuszczeniu 30 ml lub więcej płynu (tzw. test Fishera) przemawia za rozpoznaniem i rokuje korzystnie dla późniejszego leczenia przez założenie zastawki komorowo-otrzewnowej
- tomografia komputerowa głowy: poszerzenie światła komór bez oznak zaników splotu naczyniówkowego
- MRI głowy – poszerzenie układu komorowego oraz wodociągu mózgu[12][13], nasiąkanie wysiółki komór przez płyn widoczny jako zmiana intensywności sygnału wokół komór.

## Leczenie
Stosuje się leczenie operacyjne – implantację zastawki niskociśnieniowej z wytworzeniem połączenia komorowo-otrzewnowego. Po zabiegu poprawa nadchodzi bardzo szybko.